# Conseil européen des 21 et 22 octobre 2021
Les échanges des dirigeants de l'Union européenne réunis lors du Conseil européen des 21 et 22 octobre 2021 ont porté en priorité sur la Covid-19, les prix de l’énergie, la politique commerciale, les relations extérieures, la politique migratoire et la transition numérique,.
Le sujet du respect de l'État de droit en Pologne et de la primauté du droit européen sur le droit national contestée par Varsovie fait l'objet d'une discussion entre les dirigeants européens, sans conclusion écrite afin de ne pas ouvrir une crise profonde et laisser le temps à la négociation.
Par la voie du président du Conseil européen, les Vingt-Sept rendent hommage à la chancelière allemande Angela Merkel qui, selon toute probabilité, participe à son dernier sommet européen.

## Droit européen et droit national
La Pologne et l'UE sont en désaccord à propos des réformes judiciaires engagées par le parti Droit et Justice (PiS) accusées de saper l’indépendance de la justice. Les tensions se sont accrues depuis une décision le 7 octobre 2021 du Tribunal constitutionnel selon laquelle certains articles des traités européens sont incompatibles avec la Constitution polonaise. Cette décision a été dénoncée par Bruxelles comme une attaque sans précédent contre la primauté du droit européen, mais aussi comme l’illustration ultime du manque d’indépendance de la justice polonaise à l’égard du gouvernement.
La primauté du droit de l’Union européenne sur le droit national a été progressivement admise par tous les États membres. Elle résulte de ce que l'UE est une « union de droit » possédant la personnalité juridique dont les membres sont tenus de respecter les engagements juridiques auxquels ils ont souscrit. Sur le plan politique, l'adhésion à l'UE suppose le respect des principes fondamentaux qui la gouvernent : liberté, démocratie, respect des droits de l'homme et État de droit. L'intégration européenne au sein de l'UE est davantage qu'une alliance entre États souverains ; elle est aussi une entité supranationale dans les limites des compétences que les États membres lui ont attribuées par les traités,.
Lors du Conseil européen, la Pologne, qui bénéficie de l'appui de la Hongrie, et les autres États membres ont choisi de poursuivre le dialogue afin d'éviter une crise majeure. La Commission dispose de leviers juridiques mais aussi financiers : elle n'a toujours pas autorisé le déblocage des fonds prévus pour la Pologne dans le cadre du plan de relance européen.

## Énergie
Les dirigeants européens actent la nécessité d'apporter au niveau national des réponses d'urgence pour protéger les citoyens les plus vulnérables et les PME de la hausse rapide des prix de l'énergie. Ils considèrent aussi que la maîtrise du prix de l'énergie s'articule à long terme autour des deux objectifs fondamentaux que sont le renforcement de l'indépendance énergétique de l'Europe et la transition vers la neutralité climatique. La Commission et le Conseil sont aussi invités à revoir le fonctionnement des marchés du gaz et de l'électricité, ainsi que du marché du Système communautaire d'échange de quotas d'émission (SEQE) de l'UE,.
Dans la conférence de presse donnée à l'issue du Conseil européen, Emmanuel Macron déclare que cette crise du prix de l'énergie valide le paquet « Fit for 55 » du Pacte vert de la Commission, « qui est un plan aussi de sortie des énergies carbonées là où nous voyons que notre problème c'est une augmentation des prix des énergies fossiles ».

## Migrations
Le Conseil européen prend position sur l'afflux de migrants aux frontières de l'UE communes avec la Biélorussie. En premier lieu, l'UE qualifie d'attaque hybride les actions de la Biélorussie consistant à instrumentaliser les migrants à des fins politiques. L'UE se prépare en conséquence à adopter de nouvelles mesures restrictives à l'encontre de personnes et d'entités juridiques de ce pays. La présidente de la Commission a posé les limites de la réponse de l'UE à ses frontières en rappelant « qu'il y a une position commune de longue date de la Commission et du Parlement européen sur le fait qu'il n'y aurait pas de financement de barbelés et de murs ». Ursula von der Leyen répond ainsi au courrier commun adressé à la Commission par les ministres de l'Intérieur de 12 États membres de l'UE qui défendent ainsi le principe d'une « barrière physique, seule mesure efficace de protection des frontières ».
Ce débat sur la situation à la frontière biélorusse illustre la difficulté persistante des Européens à trouver à élaborer une politique commune de migration. Le « Pacte pour la migration » présenté par la Commission en septembre 2020, qui mise sur un équilibre entre solidarité et contrôles renforcés, n'est toujours pas validé. Angela Merkel s’est dite « inquiète » de voir l’Europe toujours « vulnérable de l’extérieur » et incapable de surmonter ce défi.

## Sources

#### Documents de l'UE
- « Réunion du Conseil européen des 21 et 22 octobre 2021 », sur Consilium (site officiel du Conseil européen et du Conseil de l'UE), 22 octobre 2021.
- « Conclusions du Conseil européen, 21-22 octobre 2021 », sur Consilium, 22 octobre 2021.
- « Politique commerciale de l'UE », sur Consilium, 2 décembre 2020.
- « Politique migratoire de l'UE », sur Consilium, 22 octobre 2021.

#### Articles et autres documents
- Virginie Malingre, « Sans solution, les Européens évitent de se déchirer sur l’Etat de droit », Le Monde,‎ 22 octobre 2021 (lire en ligne).
- « Les dirigeants européens ovationnent Angela Merkel pour son dernier sommet », Le Figaro,‎ 22 octobre 2021 (lire en ligne).

## Compléments